# Salvador Urbina, Chiapa de Corzo
Salvador Urbina är en ort i Mexiko.   Den ligger i kommunen Chiapa de Corzo och delstaten Chiapas, i den sydöstra delen av landet, 700 km öster om huvudstaden Mexico City. Salvador Urbina ligger 407 meter över havet och antalet invånare är 1 653.
Terrängen runt Salvador Urbina är platt söderut, men norrut är den kuperad. Runt Salvador Urbina är det ganska tätbefolkat, med 70 invånare per kvadratkilometer. Närmaste större samhälle är Tuxtla Gutiérrez, 18,1 km nordväst om Salvador Urbina. Omgivningarna runt Salvador Urbina är en mosaik av jordbruksmark och naturlig växtlighet.